# Seseli
Seseli là chi thực vật có hoa trong họ Apiaceae.

## Hình ảnh

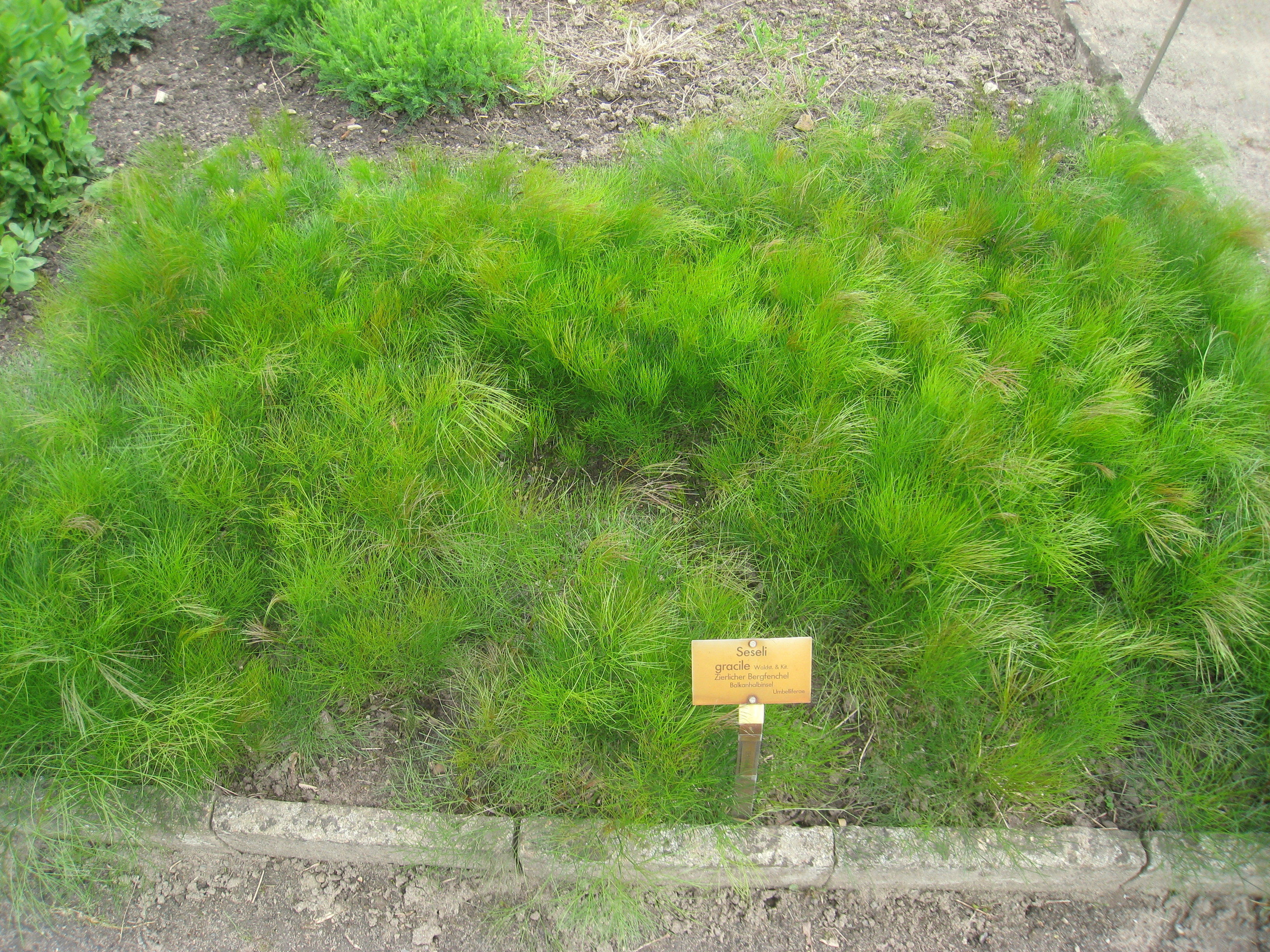
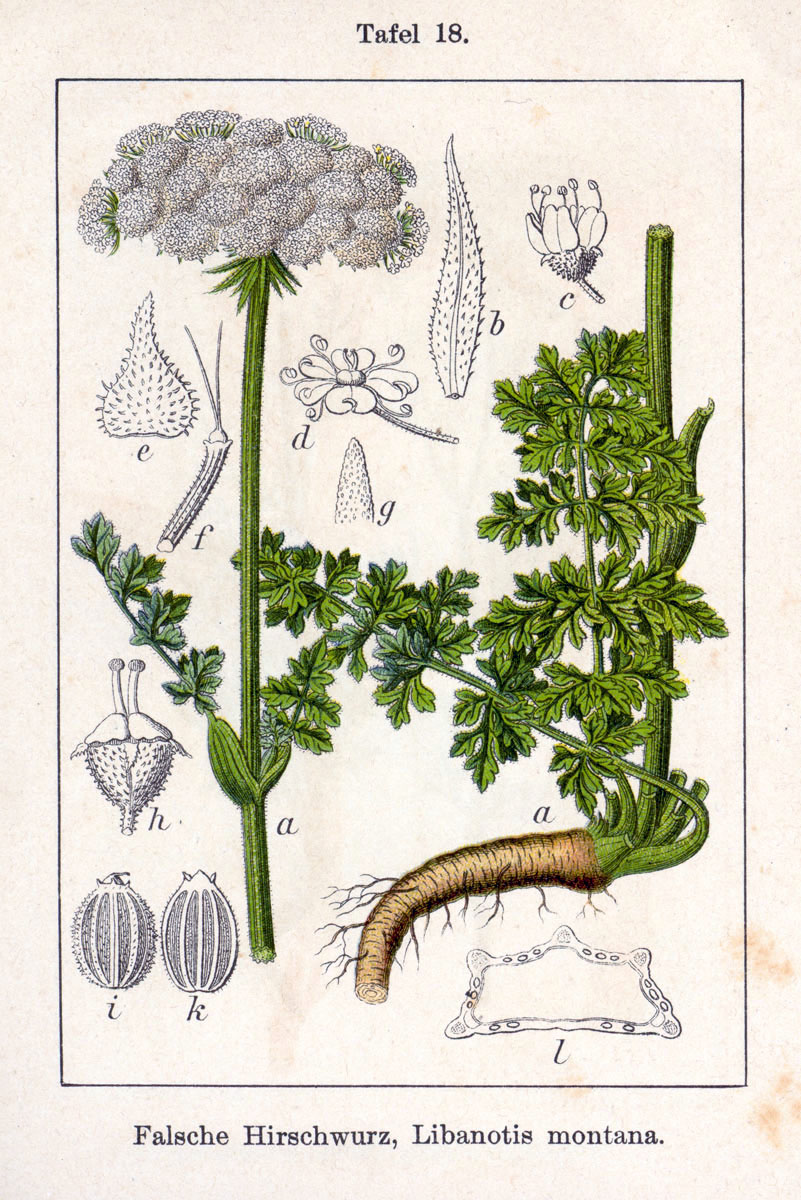
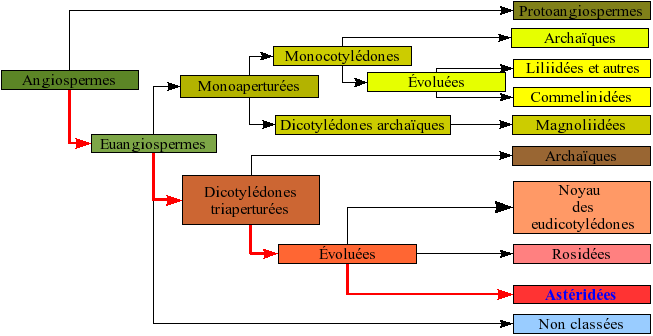